# Arthur Jensen (psykolog)
 For alternative betydninger, se Arthur Jensen (flertydig). (Se også artikler, som begynder med Arthur Jensen)
Arthur Robert Jensen (født 24. august 1923 i San Diego, død 22. oktober 2012 i Kelseyville, Californien) var en amerikansk uddannelsespsykolog. Jensen var uddannet ved University of California, Berkeley (B.A. 1945), San Diego State College (M.A., 1952) og Columbia University, New York (Ph.D., 1956).
Jensens bedsteforældre på faderens side emigrerede til USA fra København.
Jensen interesserede sig for de individuelle forskelles psykologi med en særlig interesse i intelligens og arv-miljø debatten og argumenterede stærkt for intelligensens arvelighed (g teori). Jensens undersøgelser viste sorte amerikanere fik lavere testresultater på intelligenstests end hvide amerikanere, og han argumenterede for, at forskellen var forårsaget af genetiske forskelle, som ikke kunne udlignes gennem undervisning.
Fordi Jensen brugte sin forskning til at argumentere for fortsat raceopdeling i det amerikanske uddannelsessystem blev han fordømt som racist af forskere og borgerrettighedsforkæmpere i de sene 1960'ere. Jensen mente dog selv, at han var blevet misforstået. Kontroversen førte i 1970'erne til voldstrusler imod ham og forbud imod at undervise i Storbritannien.
Han var vurderet som en af de 50 mest fremtrædende psykologer i det 20. århundrede.

## Død
Han døde den 22. oktober 2012 i sit hjem i Kelseyville i Californien i en alder af 89.

## Forfatterskab
- Rushton, J. P., & Jensen, A. R.. (2005). Thirty years of research on Black-White differences in cognitive ability. Psychology, Public Policy, & the Law, 11, 235-294. (pdf)
- Rushton, J. P., & Jensen, A. R. (2005). Wanted: More race-realism, less moralistic fallacy. Psychology, Public Policy, and Law, 11, 328-336. (pdf)
- Rushton, J. P., & Jensen, A. R. (2003). African-White IQ differences from Zimbabwe on the Wechsler Intelligence Scale for Children-Revised are mainly on the g factor. Personality and Individual Differences, 34, 177-183. (pdf)
- Jensen, A. R. (2002). Galton's legacy to research on intelligence. Journal of Biosocial Science, 34, 145-172.
- Jensen, A. R. (2002). Psychometric g: Definition and substantiation. In R. J. Sternberg, & E. L. Grigorenko (Eds.). The general factor of intelligence: How general is it? (pp. 39–53). Mahwah, NJ, US: Lawrence Erlbaum.
- Jensen, A. R. (2000). Testing: The dilemma of group differences. Psychology, Public Policy, & Law, 6, 121-128.
- Jensen, A. R. (1998) The g factor and the design of education. In R. J. Sternberg & W. M. Williams (Eds.), Intelligence, instruction, and assessment: Theory into practice. (pp. 111–131). Mahwah, NJ: Lawrence Erlbaum.
- Jensen, A. R. (1996). Giftedness and genius: Crucial differences. In C. P. Benbow, & D. J. Lubinski (Eds), Intellectual talent: Psychometric and social issues (pp. 393–411). Baltimore: Johns Hopkins University.
- Jensen, A. R. (1995). Psychological research on race differences. American Psychologist, 50, 41-42.
- Jensen, A. R. (1993). Spearman's g: Links between psychometrics and biology. In F. M. Crinella, & J. Yu (Eds.), Brain mechanisms: Papers in memory of Robert Thompson (pp. 103–129). New York: Annals of the New York Academy of Sciences.
- Jensen, A. R. (1993). Why is reaction time correlated with psychometric g? Current Directions in Psychological Science, 2, 53-56.
- Jensen, A. R. (1989). The relationship between learning and intelligence. Learning and Individual Differences, 1, 37-62.
- Kranzler, J. H., & Jensen, A. R.(1989). Inspection time and intelligence: A meta-analysis. Intelligence, 13, 329-347.
- Jensen, A. R. (1974). Ethnicity and scholastic achievement. Psychological Reports, 34, 659-668.
- Jensen, A. R. (1974). Kinship correlations reported by Sir Cyril Burt. Behavior Genetics, 4, 1-28.